# B.League 2008-2009
La B.League 2008-09 è stata la settima edizione del campionato di calcio del Bangladesh, la seconda come Bangladesh League. Cominciata il 13 settembre, è terminata il 17 febbraio.

## Squadre partecipanti
| Club                     | Città      |
| ------------------------ | ---------- |
| Abahani Limited          | Dacca      |
| Mohammedan Sporting Club | Dacca      |
| Sheikh Russel KC         | Dacca      |
| Brothers Union           | Dacca      |
| Mohammedan Sporting Club | Chittagong |
| Khulna Abahani SC        | Dacca      |
| Rahmatganj MFS           | Dacca      |
| Abahani Limited          | Chittagong |
| Arambagh KS              | Dacca      |
| Muktijoddha Sangsad KC   | Dacca      |
| Farashganj SC            | Feni       |

## Classifica finale
|  |     | Classifica finale 2008-2009 | Pti | G  | V  | N | P  | GF | GS | DR  |
|  | --- | --------------------------- | --- | -- | -- | - | -- | -- | -- | --- |
|  | 1.  | Abahani Ltd. Dacca          | 50  | 20 | 16 | 2 | 2  | 45 | 11 | +34 |
|  | 2.  | Mohammedan                  | 44  | 20 | 13 | 5 | 2  | 42 | 12 | +30 |
|  | 3.  | Sheikh Russel               | 41  | 20 | 12 | 5 | 3  | 40 | 20 | +20 |
|  | 4.  | Brothers Union              | 37  | 20 | 10 | 7 | 3  | 34 | 23 | +11 |
|  | 5.  | Mohammedan                  | 30  | 20 | 8  | 6 | 6  | 22 | 16 | +6  |
|  | 6.  | Farashganj                  | 26  | 20 | 7  | 5 | 8  | 23 | 22 | +1  |
|  | 7.  | Rahmatganj                  | 21  | 20 | 6  | 3 | 11 | 24 | 32 | -8  |
|  | 8.  | Chittagong Abahani          | 20  | 20 | 5  | 5 | 10 | 18 | 23 | -5  |
|  | 9.  | Arambagh                    | 18  | 20 | 4  | 6 | 10 | 14 | 27 | -13 |
|  | 10. | Moktijoddha Dhaka           | 13  | 20 | 3  | 4 | 13 | 8  | 35 | -27 |
|  | 11. | Khulna Abahani              | 5   | 20 | 1  | 2 | 17 | 10 | 59 | -49 |

### Verdetti
- Abahani Ltd. Dacca campione del Bangladesh 2008-2009 e qualificato in Coppa del Presidente dell'AFC 2009.